# Mario Giordano

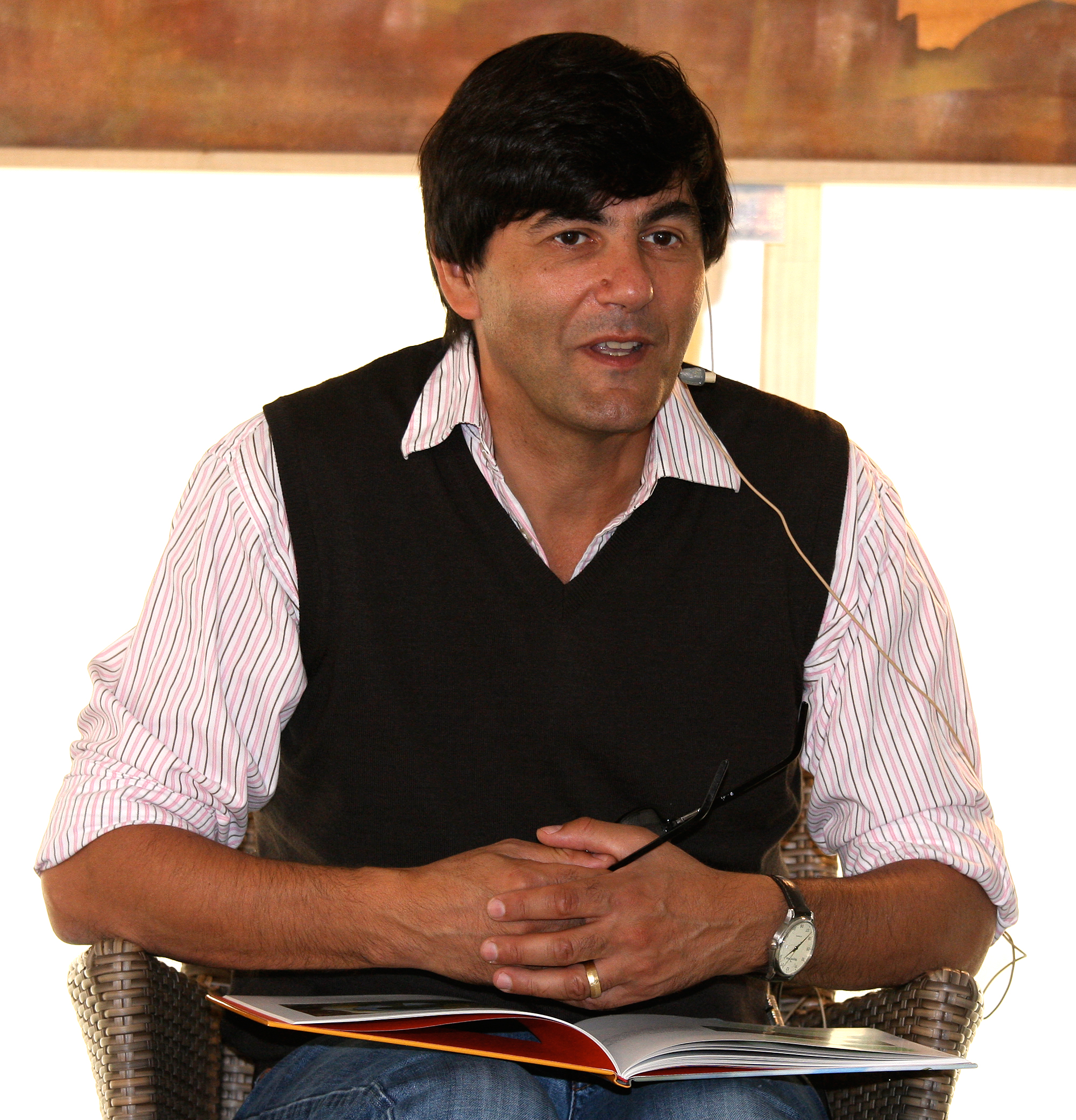
Mario Giordano (2009)

Mario Giordano (* 30. Mai 1963 in München) ist ein deutscher Schriftsteller. Er schreibt Romane, Kurzgeschichten, Kinder- und Jugendliteratur, Drehbücher und Hörspiele.

## Leben
Giordano, dessen Vorfahren aus Sizilien stammen, studierte Psychologie und Philosophie an der Universität Düsseldorf.
Sein Roman Das Experiment Black Box (2001), der auf einer wahren Begebenheit (Stanford-Prison-Experiment) beruht, wurde unter dem Titel Das Experiment unter der Regie von Oliver Hirschbiegel verfilmt. Der Film erhielt unter anderem beim Bayerischen Filmpreis den Drehbuchpreis.
Er gibt Drehbuchseminare an der Filmakademie Baden-Württemberg und dem Trickfilmfestival Stuttgart (ITFS). Seit 2007 ist Giordano als Mentor für TV-Serien bei der Akademie für Kindermedien tätig. Seit Oktober 2014 ist er Head of Content Development (Leiter Stoffentwicklung) für das Kölner Medienunternehmen Bastei Lübbe AG.
Giordano ist Mitglied im PEN-Zentrum Deutschland und lebt in Berlin.

## Kunstbücher für Kinder
In einer Reihe von Kunstbüchern führt Giordano in Bildern und Texten Kinder an Kunst heran. Er widmet sich z. B. in dem Buch Der Löwe im Atelier den Darstellungen von Tieren in der Geschichte der Kunst. Im Buch Engel und Ungeheuer werden Gemälde berühmter Maler von Raffael bis Paul Klee gezeigt und besprochen. Weitere Kunstbücher behandeln Lebensgeschichte und Werke berühmter Maler wie Pablo Picasso (Pablos Geschichte), Paul Klee (Der Mann mit der Zwitschermaschine), Leonardo Da Vinci (Leonardos Katze) und Emil Nolde (Emil Nolde für Kinder).
Für das Buch über Paul Klee Der Mann mit der Zwitschermaschine erhielt Giordano im Jahr 2001 den LUCHS des Monats November. Emil Nolde für Kinder erhielt 2006 den Luchs des Monats Juni und wurde im August 2006 für die Bestenliste Die besten 7 ausgewählt.

## Weitere Werke (Auswahl)

### Bilderbücher
- Ein Huhn, ein Ei und viel Geschrei. Bilderbuch mit Illustrationen von Sabine Wilharm. Fischer Schatzinsel Verlag, 1999, ISBN 978-3-596-85046-4.

### Kinder- und Jugendbücher
- Karakum: Abenteuer in der Salzwüste (1993), Erzählung nach einem Film von Arend Agthe, ISBN 978-3-499-20721-1
- Franz Ratte taucht unter (1995), ISBN 978-3-88520-560-9
- Der aus den Docks – Abenteuer im Hafen (1997), ISBN 978-3-7335-0800-5
- Olivers Spiel (1998), ISBN 978-3-430-13185-8
- Franz Ratte räumt auf (1999), ISBN 978-3-499-20860-7
- Pangea (2011), zusammen mit Andreas Schlüter, ISBN 978-3-551-31039-2
- Die wilde Charlotte (2015), ISBN 978-3-86327-100-8

### Romane
- Das Experiment Black Box (2001), Roman, ISBN 978-3-499-23046-2
- Cotton reloaded Folge 01 (2012), Kriminalroman
- Apocalypsis I (2012), Kriminalroman, ISBN 978-3-404-16653-4
- Apocalypsis II (2013), Kriminalroman, ISBN 978-3-404-16717-3
- Apocalypsis III (2014), Kriminalroman, ISBN 978-3-404-16830-9
- Tante Poldi und die sizilianischen Löwen (2015), Kriminalroman, ISBN 978-3-404-17414-0
- Tante Poldi und die Früchte des Herrn (2016), Kriminalroman, ISBN 978-3-404-17523-9
- Tante Poldi und der schöne Antonio (2018), Kriminalroman, ISBN 978-3-404-17786-8
- Tante Poldi und die schwarze Madonna (2019), Kriminalroman, ISBN 978-3-431-04115-6
- Tante Poldi und der Gesang der Sirenen (2020), Kriminalroman, ISBN 978-3-404-18472-9
- Terra di Sicilia. Die Rückkehr des Patriarchen (2022), Gesellschaftsroman, ISBN 978-3-442-31560-4
- Terra di Sicilia. Die Geschichte der Familie Carbonaro (2023), Gesellschaftsroman, ISBN 978-3-442-49421-7
- Die Frauen der Familie Carbonaro (2024), Gesellschaftsroman, ISBN 978-3-442-31568-0

### Drehbücher
- 2000: Lilalu im Schepperland, nach Enid Blyton
- 2001: Das Experiment, nach seinem Roman Black Box
- 2001: Beim nächsten Coup wird alles anders, TV-Kinderserie (gemeinsam mit Christian Matzerath)
- 2004: Schimanski – Das Geheimnis des Golem
- 2004: Tatort – Verraten und verkauft
- 2005: Tatort – Freischwimmer, (gemeinsam mit Andreas Schlüter)
- 2007: Tatort – Fettkiller, (gemeinsam mit Andreas Schlüter)
- 2007: Tatort – Racheengel, (gemeinsam mit Andreas Schlüter)
- 2008: Tatort – Todesstrafe, (gemeinsam mit Andreas Schlüter)
- 2011: Tatort – Altes Eisen
- 2012: Schneeweißchen und Rosenrot
- 2012: Tatort – Todesschütze (gemeinsam mit Andreas Schlüter)
- 2014: Von einem, der auszog, das Fürchten zu lernen

## Auszeichnungen
- 1996 Stadtschreiber von Otterndorf
- 1998 Hans-im-Glück-Preis (für den Jugendroman Der aus den Docks)
- 2000 Eulenspiegelpreis – zusammen mit Sabine Wilharm für das Bilderbuch Ein Huhn, ein Ei und viel Geschrei